# Kościół św. Marii Magdaleny w Boroszowie
Kościół św. Marii Magdaleny – zabytkowa, drewniana świątynia znajdująca się w Boroszowie w gminie Olesno, powiat Olesno, województwo opolskie. Kościół należy do parafii św. Jadwigi Śląskiej i św. Jacka w Biskupicach. 13 stycznia 1954 roku pod numerem 152/54 kościół został wpisany do rejestru zabytków województwa opolskiego,
należy on również do Szlaku Drewnianego Budownictwa Sakralnego.

## Historia kościoła
Kościół wybudowano w 1679 roku na podmurówce, a w 1789 roku przebudowano.

## Architektura i wnętrze kościoła
Budynek jest konstrukcji wieńcowej, nakryty dachem dwuspadowym, krytym gontem. Kościół jest orientowany. Wieża jest konstrukcji słupowej, nakryta ośmiobocznym dachem namiotowym; posiada cechy wskazujących na to, że dobudowano ją do stojącej już budowli kościoła. Ściany nawy i wieży są oszalowane. Prezbiterium jest zamknięte trójbocznie i posiada kolebkowe sklepienie; przy prezbiterium znajduje się zakrystia. W nawie głównej, szerszej od prezbiterium, strop jest płaski.

## Wnętrze i otoczenie
Wystrój wewnętrzny kościoła jest rokokowo-klasycystyczny i pochodzi przeważnie z XVIII wieku – w tym okresie powstał ołtarz główny, ambona oraz obrazy Matki Boskiej Częstochowskiej, Anioła Stróża i Marii Magdaleny. Również rzeźby Jana Nepomucena i Franciszka z Asyżu o charakterze ludowym powstały w XVIII wieku. Chór o prostym, pozbawionym ozdób parapecie, wsparty jest na dwóch słupach.
Wokół kościoła znajduje się cmentarz; groby dawnych właścicieli majątku znajdują się wewnątrz kościoła pod posadzką (na ich szczątki natrafiono podczas remontu drewnianej podłogi), choć niektórzy byli też grzebani na zewnątrz, obok kościoła, o czym świadczą 2 zachowane płyty epitafijne i nagrobek dziecka, powszechnie kojarzony z dawnymi dziedzicami.